# Lučani (vas)
Lučani (izvirno srbsko Лучани) je vas v Srbiji, ki upravno spada pod Občino Lučani; slednja pa je del Moraviškega upravnega okraja.

## Demografija
V naselju živi 275 polnoletnih prebivalcev, pri čemer je njihova povprečna starost 44,0 let (43,0 pri moških in 44,8 pri ženskah). Naselje ima 106 gospodinjstev, pri čemer je povprečno število članov na gospodinjstvo 3,09.
To naselje je, glede na rezultate popisa iz leta 2002, večinoma srbsko.
|  |

| Demografija | Demografija     | Demografija     |
| Leto        | Št. prebivalcev | Št. prebivalcev |
| ----------- | --------------- | --------------- |
|             |                 |                 |
|             |                 |                 |
|             |                 |                 |
|             |                 |                 |
| 1948        | 332             |                 |
| 1953        | 915             |                 |
| 1961        | 1097            |                 |
| 1971        | 442             |                 |
| 1981        | 552             |                 |
| 1991        | 649             | 648             |
| 2002        | 342             | 328             |
|             |                 |                 |

| Etnična sestava po popisu iz leta 2002 | Etnična sestava po popisu iz leta 2002 | Etnična sestava po popisu iz leta 2002 | Etnična sestava po popisu iz leta 2002 | Etnična sestava po popisu iz leta 2002 |
| -------------------------------------- | -------------------------------------- | -------------------------------------- | -------------------------------------- | -------------------------------------- |
| Srbi                                   | Srbi                                   |                                        | 325                                    | 99,08%                                 |
| Hrvati                                 | Hrvati                                 |                                        | 1                                      | 0,30%                                  |
| Bošnjaki                               | Bošnjaki                               |                                        | 1                                      | 0,30%                                  |
| Neznano                                | Neznano                                |                                        | 0                                      | 0,0%                                   |